# Агаларов, Камиль Агабекович
Ками́ль Агабе́кович Агала́ров (род. 11 июня 1988, Махачкала) — российский футболист, защитник и полузащитник.

## Клубная карьера
Воспитанник махачкалинского футбола, в возрасте 16 лет начал выступать за любительскую команду «Анжи-Хазар», но вскоре оказался в махачкалинском «Динамо», за который за полтора сезона провёл всего 8 матчей в Первом дивизионе и 3 матча и 1 гол (в ворота волгоградской «Олимпии») в Кубке России. В 2007 году в составе «Черноморца» стал победителем второго дивизиона, сыграл 26 матчей забил 1 гол. В 2008 году подписал контракт с махачкалинским «Анжи», однако сезон 2008 года начал в аренде в каспийском «Дагдизеле». Летом оказался в «Анжи», дебютировал в клубе 16 августа 2008 года в матче против владикавказской «Алании». За полтора года в первом дивизионе провёл 33 матча. В премьер-лиге дебютировал 26 марта 2010 года в матче против ЦСКА, выйдя на позиции правого защитника, вместо дисквалифицированного Махира Шукюрова и отыграл все 90 минут. В составе клуба сыграл 103 матча.
21 июня 2013 года перешёл в «Ростов», соглашение было рассчитано на три года. Однако уже 30 августа футболист вернулся в «Анжи», который в середине межсезонья изменил стратегию развития. 29 марта 2016 года расторг контракт с клубом.
В начале 2017 года вернулся в Анжи.
Летом 2019 года пополнил ряды новосозданного клуба «Махачкала», в составе которого в официальных матчах дебютировал 16 июля; был капитаном команды на протяжении всего периода выступлений за клуб. Летом 2021 года на базе ФК «Махачкала» было возрождено махачкалинское «Динамо».

## Достижения
«Анжи»
- Бронзовый призёр чемпионата России: 2012/13
- Финалист Кубка России : 2012/13

«Динамо» (Махачкала)
- Победитель группы 1 Второго дивизиона ФНЛ: 2021/22

## Личная жизнь
Отец работал автослесарем. У Агаларова три старших брата, в том числе Руслан Агаларов, полузащитник «Анжи» и махачкалинского «Динамо», за которые он выступал с 1993 по 2008 год. Женат, есть ребёнок. По национальности — даргинец. Родом из селения Кадар. Племянник Гамид Агаларов — тоже профессиональный футболист.

## Статистика
| Сезон   | Дивизион        | Клуб               | Матчи | Голы |
| ------- | --------------- | ------------------ | ----- | ---- |
| 2005    | Первый дивизион | Динамо (Махачкала) | 2     | 0    |
| 2006    | Первый дивизион | Динамо (Махачкала) | 14    | 0    |
| 2007    | Второй дивизион | Черноморец         | 26    | 1    |
| 2008    | Второй дивизион | Дагдизель          | 14    | 0    |
| 2008    | Первый дивизион | Анжи               | 8     | 0    |
| 2009    | Первый дивизион | Анжи               | 25    | 0    |
| 2010    | Премьер-лига    | Анжи               | 27    | 1    |
| 2011/12 | Премьер-лига    | Анжи               | 29    | 1    |
| 2012/13 | Премьер-лига    | Анжи               | 14    | 0    |
| 2013/14 | Премьер-лига    | Анжи               | 17    | 0    |
| 2014/15 | ФНЛ             | Анжи               | 18    | 0    |
| 2015/16 | Премьер-лига    | Анжи               | 10    | 0    |
| 2016/17 | Премьер-лига    | Анжи               | 0     | 0    |
| 2019/20 | ПФЛ (ФНЛ-2)     | Махачкала          | 18    | 0    |
| 2020/21 | ПФЛ (ФНЛ-2)     | Махачкала          | 23    | 1    |
| 2021/22 | ПФЛ (ФНЛ-2)     | Динамо (Махачкала) | 12    | 0    |
| Всего   | Всего           | Всего              | 257   | 4    |